# 拉波沃

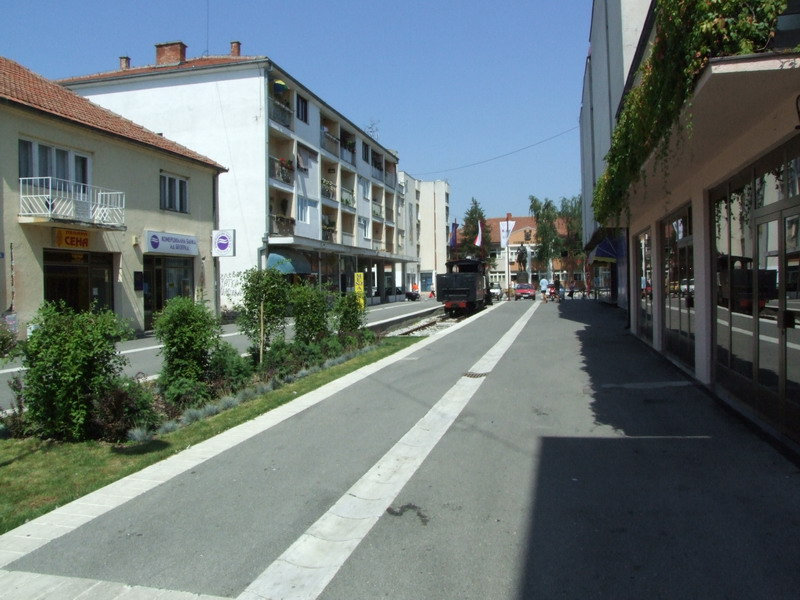

拉波沃是塞爾維亞的城鎮，由舒馬迪亞州負責管轄，位於該國中部，面積55平方公里，海拔高度96米，該鎮設有佔地80公畝的工業區，2011年人口7,404。